# Hilda Matheson
Hilda Matheson, OBE (7 de juny de 1888 - 30 d'octubre de 1940) va ser una productora de ràdio pionera a la BBC i va ser la primera directora de programes. Després de la seva renúncia a la BBC al 1931, va publicar un llibre sobre el desenvolupament de la radiodifusió. Oficialment Matheson era secretaria, però va fer de directora executiva de The African Survey després que Malcolm Hailey caigués malalt. Durant la Segona Guerra Mundial, va dirigir el Joint Broadcasting Committee, una organització britànica de notícies de guerra, fins a la seva mort.
Hilda Matheson va néixer el 7 de juny de 1888 a Putney, al sud-oest de Londres (Anglaterra), de pares escocesos, Margaret (nascuda Orr) i Donald Matheson. Va estar internada a l'escola Saint Felix School a Southwold durant quatre anys. Matheson va voler continuar els estudis d'història a Cambridge, però va deixar l'escola als divuit anys, quan la salut del seu pare va obligar a la família a traslladar-se al continent. Van viure a França, Alemanya i Itàlia i va guanyar fluïdesa en els idiomes d'aquests tres països. Van tornar a Anglaterra al 1908, quan el seu pare va ser nomenat capellà presbiterià per a estudiants de la Universitat d' Oxford i Matheson es va matricular per estudiar història a la Society of Oxford Home Students (actualment Saint Anne's College). Després d'acabar els estudis el 1911, va treballar com a secretària a temps parcial per Herbert Albert Laurens (H.A.L.) Fisher al New College d'Oxford, i després va treballar per a David George Hogarth que s'encarregava de l'Ashmolean Museum.
Durant la Primera Guerra Mundial, Matheson va ser empleada de l'Oficina de Guerra com a operadora del MI5, treballant en la intel·ligència de l'exèrcit, i va acabar el seu treball de guerra a Roma a l'oficina de control militar britànic. Posteriorment, va treballar breument per a Philip Kerr (més tard Lord Lothian), que la va presentar a Lady Nancy Astor, la primera dona membre del Parlament britànic. Astor, que primer havia rebutjat emplear-la, el 1919 va nomenar-la secretària política seva. Això li va permetre conèixer polítics, intel·lectuals i figures de la societat. Mentre treballava per a Astor el 1926, Matheson va conèixer John Reith, cap de la incipient BBC, que la va contractar.

## BBC
Inicialment, Matheson va ser contractada per ajudar J. C. Stobart, que era el cap del Departament d'Educació de la BBC. En aquell moment, el paper de la BBC Radio era el d'un proveïdor de notícies, i en lloc d'escriure notícies pròpies, els seus butlletins de notícies provenien de l'agència Reuters. L'acord amb els directors de diaris que prohibien a la BBC publicar butlletins i permetia només llegir una còpia preparada després de les 6:00 pm es va mantenir fins al 1928. Matheson es va convertir en la primera conductora de debats al 1927 i va establir la primera secció de notícies quan l'organització es va incorporar. Una candidata poc probable per al lloc, com a dona i liberal d'esquerres, Matheson donava suport a la Societat de Nacions, simpatitzava amb el socialisme i estava a favor dels drets de les dones, a més de ser lesbiana. Aproximadament al mateix temps que va començar a treballar per a la BBC, Matheson va començar una relació amb Vita Sackville-West.
Al 1928, quan es va anul·lar la prohibició de la radiodifusió de notícies pròpies, la BBC va començar a informar en lloc de simplement llegir butlletins. Matheson va desenvolupar estàndards per a la realització d'informació sobre comentaris socials, temes d'actualitat, política i notícies. Va reconèixer que ni les conferències, els discursos ni el teatre eren mitjans apropiats de comunicació per al nou mitjà que era la ràdio i va desenvolupar models per crear una experiència més personal per a l'oient. Es va centrar a fer presentacions que fossin informals i conversacionals enlloc de formals i oratòries. Per contrarestar la sospita de Reith's de que les elits culturals britàniques refusarien el seu enfocament americanitzat, Matheson convidava intel·lectuals britànics, entre els quals E.M. Forster, John Maynard Keynes, George Bernard Shaw, H. G. Wells, Rebecca West, Vita Sackville-West i Virginia Woolf, per fer presentacions. A més del seu impuls per oferir als seus oients una anàlisi crítica d'obres literàries i culturals, Matheson va començar el programa The Week in Westminster (La setmana a Westminster) perquè dones membres del Parlament eduquessin a les dones, recentment empoderades amb dret a vot, sobre el funcionament de l'assemblea legislativa. També va organitzar la primera transmissió en viu d'un debat polític a càrrec dels líders dels tres principals partits polítics britànics.
Al 1930, Matheson i Reith estaven cada vegada més distanciats. A mesura que el clima polític de l'època portava por i proteccionisme, Reith va començar a discrepar de les opinions d'esquerra de Matheson's. Les seves disputes van arribar a un punt crític quan Reith, que menyspreava la literatura moderna, es va negar a permetre que Harold Nicolson, marit de Sackville-West, analitzés L'amant de Lady Chatterley i Ulysses en directe. Nicolson, que estava alineat amb el Partit Laborista i havia donat suport als miners gal·lesos després de la vaga general, irritava a molts dels oients de dretes de la BBC. Reith va imposar censura a la programació, però Matheson es va negar a acceptar-la i va presentar la seva dimissió al 1931.

## Trajectòria
El gener de 1932 va deixar la BBC i va començar a treballar com a crítica de ràdio al setmanari The Observer, que en aquell moment era propietat de la família Astor. Per aquella mateixa època, va acabar la seva relació amb Sackville-West i comença una relació de llarga durada amb Dorothy Wellesley, duquessa de Wellington, i es va mudar a Penns in the Rocks, una granja en un finca dels Wellesley a Withyham, en el comtat d'East Sussex. Al 1933, H. A. L. Fisher va encarregar a Matheson escriure un llibre, que ella va titular Broadcasting, sobre a la tecnologia innovadora de la ràdio i l'evolució de la tecnologia, i que encara se citava a finals del segle xx. També escrivia una columna setmanal per al Week-end Review. Poc després de la publicació del seu llibre, Matheson va ser contractada de secretària per Malcolm Hailey per a African Survey, un informe molt ampli sobre les colònies subsaharianes de l'Imperi Britànic. Lord Lothian, que en aquell moment era al Royal Institute of International Affairs i Joseph Oldham, secretari de l'International Missionary Council, van convèncer el Carnegie Trust per finançar una recerca sobre la política colonial a l'Àfrica i en quin grau les races africanes haurien de participar en l'elaboració de les polítiques.
Encara que el 1933 Hailey va estar d'acord amb el projecte, no va poder començar-lo fins que va completar un compromís anterior. Inicialment, va pensar que començaria al setembre de 1934, però la seva participació real en el projecte va ser un any després. Mentrestant, Matheson va seguir endavant amb el treball i es va exercir més com a gerent executiva del projecte que com a secretària. Ella es va encarregar de la selecció de científics i administradors que ajudessin en la logística i planificació de l'abast del projecte, al mateix temps que completava la coordinació de tota la investigació preparatòria. Dels vint-i-dos capítols previstos, molts van ser escrits per antropòlegs i altres especialistes, ja que al 1936 Hailey començava a estar malament de salut i la seva correspondència amb Matheson indicava que pensava que no podria acabar la feina. El 1937 la salut de Hailey va empitjorar i durant la seva hospitalització, Frederick Pedler va intervenir per corregir i revisar les galerades de la publicació. L'informe, que conté gairebé 2000 pàgines de dades, es va publicar al novembre de 1938 i l'any següent Matheson va ser nomenada Officer de l'Orde de l'Imperi Britànic (OBE) pel seu esforç en la culminació del projecte.
Després d'acabar l'informe, Matheson i Wellesley van fer un viatge a la Riviera, on es van reunir amb els seus amics W. B. Yeats i la seva dona George, i van conèixer Walter J. Turner, el poeta australià. En tornar a Anglaterra al 1939, Matheson va començar a treballar com a directora del Joint Broadcasting Committee per contrarestar la propaganda d'Alemanya amb temes pro britànics. L'objectiu de l'organització era emetre, en alemany i italià, l'opinió britànica en emissores estrangeres que estaven en països neutrals d'Europa i Amèrica Llatina. Entre els trenta membres del personal al seu càrrec hi havia Isa Benzie, Guy Burgess, Elspeth Huxley i Turner, a qui havia conegut l'any anterior.
Matheson també va iniciar un projecte editorial amb Wellesley i Turner anomenat Britain in pictures. Després de la seva mort se'n van publicar cent quaranta volums per contrarestar publicacions que glorificaven Alemanya, i presentava imatges de personalitats britàniques eminents, paisatges i ciutats. Unes setmanes abans de la seva mort, Matheson havia contactat Astor perquè busqués un editor estatunidenc per a la sèrie.
Hilda Matheson, que patia la malaltia de Graves, una greu afecció de la glàndula tiroide, va morir el 30 d'octubre de 1940 després d'una tiroidectomia realitzada a Kettlewell Hill Nursing Home a Horsell, (Surrey).